# Hagström Super Swede
Hagström Super Swede är en elgitarr av fabrikatet Hagström. Gitarren hette ursprungligen Swede delux, men efter att den testats i tidskriften International Musician and Recording i november 1978, där skribenten var så imponerad av gitarren att han helt enkelt kallade den Super Swede, ändrade Hagström namnet.
Gitarren är i kroppen mycket lik Gibson Les Paul, men den har längre skallängd (648 mm mot Gibsons 629mm) och halsen har Hagströms patenterade "H"-dragstång vilket ger en tunn och lättspelad hals med bibehållet goda formegenskaper.
Gitarren är utrustad med två stycken Hagström Custom 58 Alnico 5 split-coil Humbucker pickuper. Dessa kan med en omkopplare delas så att de fungerar endera som humbuckers med två spolar eller som single coil-pickuper. Detta gör gitarren mycket flexibel.
Tillverkningen av Super Swede lades ned då Hagström avvecklades i början på åttiotalet, men har återupptagits under licens från det svensk-tyska företagen Tricor AB. 
Super Swede Tremar är samma gitarr som Super Swede, men med svajarm
Select Super Swede är en lyxigare modell av Super Swede med topp av flammig lönn och lite lyxigare detaljer i träarbetet, men i övrigt med samma specifikationer som Super Swede.
I mitten av maj 2007 blev en Super Swede från 1981 den näst dyraste Hagströmgitarren någonsin när den såldes till en svensk gitarrsamlare för 60 100 kronor. Gitarren som inbringade rekordsumman är lackerad i ett unikt blå-gult rutmönster, och färdigställdes samtidigt som företaget tillverkade en gitarr för Frank Zappas räkning.
Den hittills dyraste Hagströmgitarren såldes i början av 1990-talet i USA för en summa överstigandes 50 000 USA-dollar. Denna gitarr var den röda Hagström Viking II som Elvis använde vid sin TV-sända Elvis Presley Comeback Television Special 1968.